# Новиков, Дмитрий Николаевич
Дмитрий Николаевич Новиков (род. 5 февраля 1939) — советский военный моряк-подводник, Герой Советского Союза (18.02.1981). Капитан 1-го ранга (27.05.1979).

## Биография
Родился 5 февраля 1939 года в деревне Новосёлки Бабынинского района Тульской области, в семье колхозника. Русский. Окончил 10 классов средней школы в городе Калуге.
В Военно-Морском Флоте с августа 1958 года. Сначала был зачислен курсантом в 2-е Высшее военно-морское училище подводного плавания (Рига), но при его расформировании в августе 1959 года переведён в Тихоокеанское высшее военно-морское училище имени С. О. Макарова, которое окончил в 1963 году. Служил на дизель-электрических подводных лодках Тихоокеанского флота: с сентября 1969 — командир торпедной группы ПЛ «Б-89», с февраля 1965 года — командир БЧ-3 ПЛ «С-176». С октября 1966 года служил на атомных подводных лодках: командир БЧ-3 346-го экипажа крейсерской АПЛ, с октября 1968 — в той же должности на АПЛ «К-94», с декабря 1969 по октябрь 1971 — помощник командира второго экипажа АПЛ «К-236». Член КПСС в 1964—1991 годах.
В 1972 году окончил Высшие специальные офицерские классы ВМФ. С октября 1972 года — старший помощник командира второго экипажа АПЛ «К-55». С сентября 1974 года — командир атомной подводной лодки «К-399».
В ноябре 1976 года Д. Н. Новиков назначен первым командиром проектируемой атомной подводной лодки К-223 «Подольск», заложенной 19 февраля 1978 года на судостроительном заводе в городе Северодвинске Архангельской области. В период постройки лодки с экипажем учился в Учебном центре ВМФ в Обнинске. 30 апреля 1979 года подлодка была спущена на воду. 27 ноября 1979 года на «К-223» поднят Военно-морской флаг, она была включена в боевой состав 13-й дивизии подводных лодок 3-й флотилии АПЛ Краснознамённого Северного флота, а 10 июля 1980 года АПЛ заступила на первое боевое дежурство.
С 25 августа по 6 сентября 1980 года в составе тактической группы из АПЛ «К-223» и АПЛ «К-47» капитан 1-го ранга Новиков Д. Н. во главе экипажа АПЛ «К-223» (старший на борту вице-адмирал Л. А. Матушкин) первым из соединения совершил переход с Северного на Тихоокеанский флот Северным морским путём подо льдами центральной Арктики и до начала ноября находился на боевом патрулировании. Лодка прошла 2940 миль, из них 2187 — под льдами. Более того, после прибытия на Тихий океан корабль в полном объёме выполнил задачи боевой службы и только затем прибыл в базу.
За успешное выполнение заданий командования и проявленные при этом мужество и героизм, указом Президиума Верховного Совета СССР от 18 февраля 1981 года капитану 1-го ранга Новикову Дмитрию Николаевичу присвоено звание Героя Советского Союза с вручением ордена Ленина и медали «Золотая Звезда».
Продолжал службу в ВМФ СССР, командуя той же атомной подводной лодкой Тихоокеанского флота. С июня 1986 года — председатель Камчатского областного комитета ДОСААФ. С апреля 1989 года — в запасе.
Живёт в городе Балашиха Московской области.
Награждён орденами Ленина (18.02.1981), «За службу Родине в Вооружённых Силах СССР» 3-й степени (1975), медалями.